# フランソワ・ステルシェル
フランソワ・ステルシェル（François Sterchele、1982年3月14日 – 2008年5月8日）は、ベルギー・リエージュ出身のサッカー選手。ベルギー代表だった。ポジションはフォワード。クラブ・ブルッヘに在籍していた2008年5月8日、自動車事故で死去した。イタリア系である。

## 経歴

### クラブ
リエージュ州にあるFCロンシンという小規模クラブでサッカーをはじめ、10歳の時にRFCリエージュの下部組織に移った。RFCリエージュには10年間在籍し、その後RFCウニオン・ラ・カラミンに移って3シーズンプレーした。2004年にベルギー・サードディヴィジョン（3部）のOHルーヴェンに移籍し、2004-05シーズンには21得点を挙げて得点ランキングの2位となった。プレーオフでは8得点を挙げ、ベルギー・セカンドディヴィジョン（2部）昇格に貢献した。
2005年にはジュピラー・リーグ（1部）のシャルルロワSCに移籍し、2005-06シーズンには31試合に出場して9得点を挙げ、ジャッキー・マタイセン監督の下でサッカー選手として飛躍した。2006年にはKFCジェルミナル・ベールスホットに移籍し、21得点を挙げてリーグ得点王に輝いた。マルク・ブリス監督はステルシェルを「ずる賢く、素早く、知的な選手」と称えている。2007年には恩師マタイセン監督が率いるクラブ・ブルッヘに移籍し、リーグデビュー戦となったRAECモンス戦で2得点を挙げた。その後も得点を重ね、最終節を前にしてチームトップの11得点を記録していた。

### 代表
2007年3月24日、UEFA EURO 2008予選のポルトガル戦でベルギー代表デビューした。6月2日のポルトガル戦、6月6日のフィンランド戦、10月13日のサッカーフィンランド戦にも出場し、国際Aマッチで計4キャップを記録した。2008年2月5日にはベルギー代表対スタンダール・リエージュの練習試合が行なわれ、この試合にも出場している。

### 突然の死
2008年5月7日にはアントウェルペンの友人宅に滞在し、Jurgen CavensやVicenzo Verhoevenに会ったとされている。N49号線をポルシェ・ケイマンで自宅に帰宅する途中、5月8日午前3時頃にアントウェルペンとクノッケの間に差し掛かったが、スピードの出しすぎで排水溝にタイヤを取られ、車の制御を失って街路樹に激突した。単独事故であり、即死だった。26歳没。
数日後のシーズン最終節では、ジュピラー・リーグ全試合で選手が喪章を着けてプレーし、クラブ・ブルッヘの選手はステルシェルの背番号23を胸に入れた特別ユニフォームで試合に臨んだ。

### 死去後
クラブ・ブルッヘはステルシェルが着けていた背番号23を永久欠番とすることを決定した。試合中、クラブ・ブルッヘのサポーターは前半23分になるとステルシェルのチャントを歌っている。UEFAヨーロッパリーグで対戦していたバーミンガム・シティFC（イングランド）のサポーターもステルシェルに敬意を表し、セント・アンドルーズ・スタジアムでの対戦時に賛辞を贈った。クラブ・ブルッヘは毎年プレシーズンにコッパ・ステルシェルという親善大会を開催している。

## タイトル
KFCジェルミナル・ベールスホット
- ジュピラー・リーグ得点王 : 2006-07